# Bären-Baumkänguru

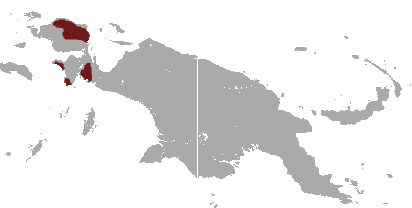
Verbreitungsgebiet des Bären-Baumkängurus

Das Bären-Baumkänguru (Dendrolagus ursinus) kommt im Westen Neuguineas auf den Halbinseln Vogelkop und Bomberai vor. Es ist bisher nur wenig erforscht worden.

## Merkmale
Das Bären-Baumkänguru ist ein mittelgroßes, stämmiges, dunkel gefärbtes Baumkänguru. Es erreicht eine Kopfrumpflänge von 53 bis 73 cm und hat einen 59 bis 72 cm langen Schwanz. Angaben zum Gewicht der Tiere liegen nicht vor. Bären-Baumkängurus sind auf dem Rücken schwärzlich, auch Gliedmaßen und Zehen sind schwarz. Der Bauch ist bräunlich-weiß. Das Gesicht ist hellbraun, die Wangen sind rötlich oder weißlich. Die Ohren sind lang und schwarz und an den Spitzen buschig. Der Schwanz ist schwarz, dicht behaart und hat in den meisten Fällen eine weiße Spitze.

## Lebensraum und Lebensweise
Das Bären-Baumkänguru lebt in tropischen Bergregenwäldern in Höhen von 1000 bis 2500 Metern über dem Meeresspiegel. Eine lange Zeit zurückliegende Meldung über eine Sichtung im Tieflandregenwald konnte nicht verifiziert werden. Das Bären-Baumkänguru ernährt sich vor allem von den Blättern und Früchten der Bäume. In Gefangenschaft gehaltene Exemplare fraßen auch Borke, Blüten, Reis, Brot, Gemüse und Fleisch. Über die Fortpflanzung ist nur wenig bekannt. Weibchen bekommen ein einzelnes Jungtier pro Jahr und sind bei der Vermehrung nicht von Jahreszeiten abhängig.
Das Bären-Baumkänguru wird von der IUCN als gefährdet (“Vulnerable”) eingestuft. Hauptgrund sind der zunehmende Jagddruck durch den Menschen und der Verlust des Lebensraums durch Umwandlung in Agrarflächen.